# (1094) Siberia
Pour les articles homonymes, voir Siberia.
(1094) Siberia est un astéroïde de la ceinture principale découvert le 12 février 1926 par l'astronome soviétique/russe Sergueï Beljawsky.

## Historique
Le lieu de découverte, par l'astronome soviétique/russe Sergueï Beljawsky, est Simeis (094).
Sa désignation provisoire, lors de sa découverte le 12 février 1926, était 1926 CB.

## Caractéristiques
Sa distance minimale d'intersection de l'orbite terrestre est de 1,248 670 ua.